# Марђине Коперта-Траверзања (Пистоја)
Марђине Коперта-Траверзања је насеље у Италији у округу Пистоја, региону Тоскана.
Према процени из 2011. у насељу је живело 6690 становника. Насеље се налази на надморској висини од 22 м.